# Bombylius heteronevrus
Bombylius heteronevrus är en tvåvingeart som först beskrevs av Macquart 1850.  Bombylius heteronevrus ingår i släktet Bombylius och familjen svävflugor. Inga underarter finns listade i Catalogue of Life.